# ザ・アメリカン ギター アカデミー
ザ・アメリカンギターアカデミー(英語: The American Guitar Academy)は1991年にアメリカで設立。2011年に海外では一号店のなる支店が東京(tokyo)にでき、日本では初めての他言語によるレッスンを提供している。（日本語、英語、スペイン語、フランス語、イタリア語、ドイツ語など）
アメリカンギターアカデミーではすべてのスタイル（ジャズ(Jazz)、ロック(Rock)、ブルース(Blues)、ポップ(Pop)、ファンク(Funk)、クラシック(Classical)、フラメンコ(Flamenco)、タンゴ(Tango)、フォーク(Folk)、R&Bなど）をアコースティック(acoustic)とエレクトリックギター(electric guitar)で教えている。

## 概要
2014年には日本で第二号店が六本木(Roppongi)に設立され、現在は8つの異なる国から8人のギター講師がレッスンを教えている。コース内容は初心者向け～上級者向けのレッスンがあり、個人、グループ、ギターアンサンブル、実演奏クラス、音楽理論(Music theory)、サイトシンギング(Sight singing)、イヤートレーニング(ear tarining)と様々な形式で行なっている。それらはインターナショナル・ミュージックスクール・プログラムの一環として行なっている。
インターナショナル・ミュージックスクール・プログラム(IMSP)とは海外の音楽大学レベルの授業内容を学びたい者を対象に作られたプログラムで、IMSPの音楽理論、サイトシンギング、イヤートレーニングコースはギター生徒のみならず、すべての楽器から申込出来る。
マイケル・カプラン(Michael Kaplan)はザ・アメリカンギターアカデミーのディレクターを務めており、彼自身Berklee PressとHal Leonardからビーバップギターの教則本を出版している。他にもDr.Mike DiliddoやJamey Aebersonなどとギターのコンピング本を出している。
ザ・アメリカンギターアカデミーは、現在オンラインによるビデオギターレッスンを行なっている大手のFretboard Logic創始者Bill EdwardsやTruefireなどと、日本のギター教育を変える為にプロジェクトを進めている。